# Тиаметоксам

Тиаметоксам

Тиаметоксам, 5-метил-3-(2-хлортиазол-5-илметил)-1,3,5-оксадиазинан-4-илиден-N-нитроамин, С8Н10ClN5О3S  — инсектицид из класса неоникотиноидов.

## Физические и химические свойства
- Светло-кремовый кристаллический порошок без запаха.
- Молекулярная масса 291,7;
- Температура плавления 139,1 °С;
- Давление пара при 25 °C — 6,6∙10−6 мПа (5,0∙10−8 мм.рт.ст);
- Растворимость в воде 4,1 г/л;

## Действие на насекомых
Тиаметоксам — инсектицид системного и контактно-кишечного действия с трансламинарной активностью (всасывается в сосудистую систему растений и распространяется по ней, делая их ядовитыми для насекомых), подавляет колюще-сосущих и грызущих насекомых-сельскохозяйственных вредителей, в том числе скрытноживущих и питающихся на нижней части листа. Поэтому препарат можно применять не только методом опрыскивания, но и методом полива, что удобно для обработки деревьев (которые из за их размеров сложно опрыскивать), или для растений, выращиваемых в теплицах методом капельного полива (препарат просто добавляется к воде для полива), однако при этом увеличивается расход действующего вещества, т.к. часть неизбежно остается в земле. Период защитного действия — до 2 недель при опрыскивании и до 4 при поливе.
Как и все неоникотиноиды, тиаметоксам воздействует на никотиново-ацетилхолиновые рецепторы нервной системы насекомых, вызывая судороги и параличи, приводящие их к смерти.
Не дает перекрестной устойчивости к другим неоникотиноидам.
Препараты на основе тиаметоксама применяют против вредителей пшеницы (хлебная жужелица, клоп вредная черепашка), ячменя (пьявица), картофеля (колорадский жук, проволочники) и многих других овощных, плодовых и цветочных культур.
Активен также против тлей, белокрылок, трипсов, рисового клопа, рисовой цикады, капустной моли, листовых минеров, мучнистого червеца, жужелиц и некоторых видов чешуекрылых.
На калифорнийскую щитовку на яблоне действует слабо — суммарная численность после опрыскивания снижается всего на 35% но при этом поврежденность плодов снижается на 82%, а количество пятен на плодах на 96%. Низкая эффективность тиаметоксама против щитовок связана с тем, что он слабо проникают в сукутилярные клетки, содержимым которых питаются щитовки.
Благодаря системным и трансламинарным свойствам, препараты тиаметоксама можно использовать для обработки клубней, что позволяет защищать растения, начиная с периода всходов.
Расход тиаметоксама — 10-40 г/га (1-4 мг/м2) в зависимости от вредителя на сельскохозяйственных культурах, 80-400 г/га для декоративных растений.

## Токсическое действие
Тиаметоксам в рекомендуемых дозах не фитотоксичен. При опрыскивании полностью перераспределяется по листу растения уже через 20 часов. При внесении под корень, через 1—3 дня оказывается в нижнем и верхнем ярусах растения.
Тиаметоксам проникает преимущественно в листья, и практически не поступает в плоды.
Для млекопитающих умеренно токсичен: при оральном введении ЛД50 для крыс 1563 мг/кг, для мышей 871 мг/кг. При нанесении на кожу крыс > 2000 мг/кг. Умеренно токсичен для дождевых червей. Малотоксичен для рыб, водных беспозвоночных и водных растений (СК50 96-ч >100 мг/л). 
Не раздражает слизистую глаз и кожу кроликов.
Высокотоксичен для пчёл (ЛД50 — 5 нг на особь) и других полезных насекомых, из-за этого он запрещен в Евросоюзе для применения на открытом воздухе.

## Устойчивость в окружающей среде
Период полуразложения в почве 30-50 суток. В воде в нейтральной и кислой среде (pH 1-7) гидролизу не подвержен, при pH 9 медленно гидролизуется (период полуразложения 11,5 суток). Быстро подвергается водному фотолизу, период полуразложения 2,7 суток.